# Чирський Микола Антонович
Мико́ла Анто́нович Чи́рський (* 5 (18) лютого 1902, Кам'янець-Подільський — † 26 лютого 1942, Кам'янець-Подільський) — український поет і драматург, хорунжий Армії УНР. Псевдоніми і криптоніми: Ларіон Ліра, М. Бурлака, М. Подоляк,  М. Ч., М. Ч-й, О. Кольченко та інші.

## Біографія
Народився 5 (18) лютого 1902 року в Кам'янці-Подільському. Навчався у Кам'янець-Подільській чоловічій гімназії, але її не закінчив. 1919 року вступив до Української армії, брав участь у визвольних змаганнях. З 1920 року перебував у таборах у Польщі, починав свій творчий шлях разом із Юрієм Дараганом, Євгеном Маланюком, Михайлом Селегієм із публікацій у табірному журналі «Веселка» (Каліш). Належав до Легії українських націоналістів. Емігрував до Чехословаччини (1923), мешкав у Подєбрадах, Празі, пізніше в Ужгороді, Будапешті. 1928 року працював у театрі в Ужгороді, у 1934—1938 роках учителював у Будапешті.
Як член Культурної референтури ПУН восени 1938 року прибув до Хуста для підготовки постання Карпатської України. Очолив Українську Мистецьку Громаду «Говерля», яка займалася налагодженням культурного і мистецького життя краю. Один із засновників театру малої форми "Летюча Естрада". У березні 1939 року залишив Хуст напередодні захоплення міста угорськими військами. Був арештований угорськими вояками у Тячеві та ув"язнений у концтаборі міста Вор’юлопош. Після щасливого звільнення написав спогад "Тюрми й табори" (1939).
1941 року повернувся в Україну до рідного Кам'янця-Подільського. У цей час співпрацював із часописом підкарпатської молоді "Пробоєм" і місцевою газетою "Подолянин". Активно консультував місцевий театр ім. Тараса Шевченка.
Помер 26 лютого 1942 року від туберкульозу, похований у Кам'янці-Подільському.

## Творчий доробок
Автор поетичної збірки «Емаль» (1941), п'єс «П'яний рейд» (1938), «Отаман Пісня» (1936), «Андрій Карабут». Частину творів не було надруковано за життя автора: "Три серця у дві чверті такту" (1930), «Місяць і Зоря» (?1933), «Неофавстіяда» (інша назва — "Мефістіада", 1930-1931), «Останній король» (інша назва —"Останній монарх", ?1933), "Україна в огні: Кіносценарій" (1938).
Окремі видання:
- Чирський М. Вірші // Координати: Антологія сучасної поезії на Заході. — Мюнхен: Сучасність, 1969. — Т. 1. — С. 123-130.
- Чирський М. Емаль: Вірші. Обгортка праці проф. Р. Лісовського. — Прага: видавництво «Колос». — 1941. — Друковано 2000 прим. — 40 с.
- Чирський М. Отаман Пісня: П'єса. — Чернівці, 1936. — 50 с.
- Чирський М. П'яний рейд. — Львів, 1938. —  33 с.
- Чирський, М. Андрій Карабут: 2 видання. Драма в IV діях з підпольного життя [Циклостиль]. 1941. [?34 с.].